# Villasayas
Villasayas é um município da Espanha na província de Sória, comunidade autónoma de Castela e Leão, de área 61,87 km² com população de 96 habitantes (2004) e densidade populacional de 1,55 hab/km².

## Demografia
Evolução demográfica
| año       | 1900 | 1910 | 1920 | 1930 | 1940 | 1950 | 1960 | 1970 | 1980 | 1990 | 2000 |
| Población | 445  | 473  | 409  | 384  | 361  | 372  | 327  | 205  | 153  | 138  | 99   |